# Clima de Urano

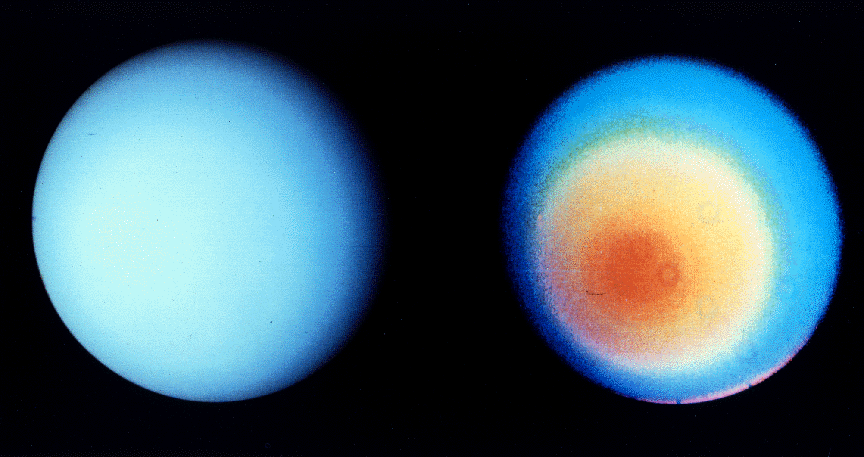
Vista del hemisferio sur de Urano, por la sonda Voyager 2.

El clima de Urano es fuertemente influenciado por la inclinación axial extrema del planeta, que induce intensas variaciones estacionales, y por su falta de calor interno, que limita la actividad atmosférica. La atmósfera de Urano es relativamente tranquila en comparación con la de los otros gigantes a los que se asemeja en otros aspectos. La sonda Voyager 2 sobrevoló Urano en 1986 y en el caso de los telescopios terrestres y del Telescopio Espacial Hubble revelaron nubes brillantes en el planeta, predominantemente, en el hemisferio norte. En 2006 se detectó una mancha oscura similar a la Gran Mancha Oscura de Neptuno.

## Características
En 1986 la sonda Voyager 2 descubrió que el hemisferio sur se divide en dos regiones, una capa polar y una banda oscura en el ecuador del planeta. El planeta tiene una banda estrecha, es la característica más brillante en la superficie visible de Urano. Posiblememente esta banda o «collar» es una región densa de nubes de metano ubicadas dentro del rango de presión de 1.3 a 2 bar. La nave Voyager 2 llegó durante el apogeo del verano austral a Urano y no pudo observar el hemisferio norte. Sin embargo, a fines de la década de 1990, el Telescopio Espacial Hubble y el telescopio Keck no observaron la banda polar en el hemisferio norte.
En 2007, Urano superó su equinoccio, la banda ubicada al sur casi desapareció, mientras que la banda brillante del norte débil emergió cerca de los 45° de latitud. Además de la estructura de bandas a gran escala, la Voyager 2 observó diez pequeñas nubes brillantes. En la década de 1990 el número de nubes brillantes observadas creció considerablemente. La mayoría se encontraron en el hemisferio norte cuando comenzó a hacerse visible.
Las nubes son diferentes entre cada hemisferio. Las del norte son más pequeñas, nítidas y brillantes. La vida de las nubes abarca varios órdenes de magnitud, algunas de tamaño mediano y pequeñas solo duran algunas horas, mientras que al menos una nube del sur ha persistido desde el sobrevuelo de la Voyager. Otras observaciones indican que las características de las nubes en Urano tienen mucho en común con las de Neptuno, aunque el clima en Urano es más tranquilo.

### El punto negro

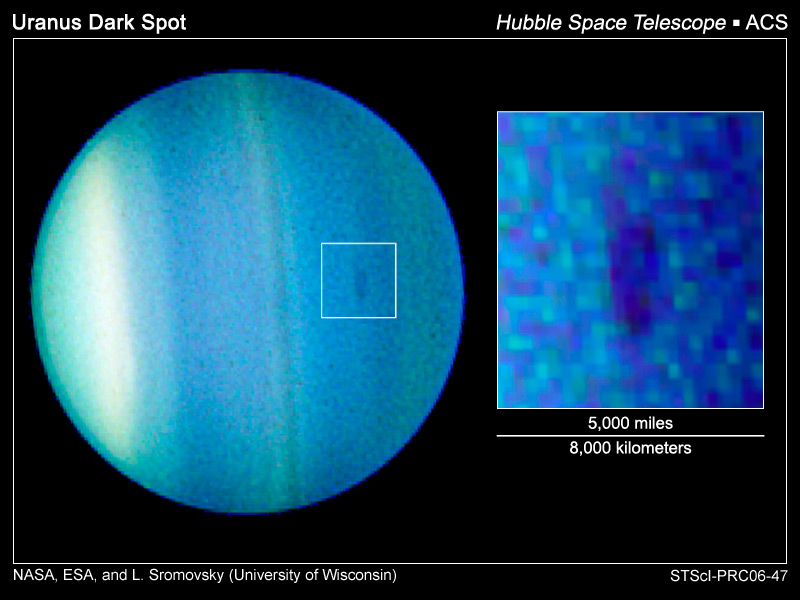
El primer punto negro observado por el Telescopio Espacial Hubble en 2006.

El punto negro, también presente en el planeta Neptuno, ha sido observado en Urano en 2008. Observaciones del Telescopio espacial Hubble revelaron un punto negro en el hemisferio norte del planeta. Dicho punto o mancha se movió en dirección a la rotación de Urano con una velocidad promedio de 43.1±0.1 m/s, que es casi 20 m/s más rápida que la velocidad de las nubes cercanas y mantuvo la misma latitud que ellas. Además el punto estaba acompañado de una brillante nube blanca que se movía a la misma velocidad.
El punto y las nubes que le acompañan tienen un comportamiento similar a los grandes puntos oscuros de Neptuno, esto sugiere que tienen el mismo origen. Se estimó que son formados por vórtices anticiclónicos en la atmósfera planetaria y las nubes brillantes se consideraron compuestas de metano. El color oscuro de las manchas puede ser causado por sulfuro de hidrógeno subyacente o las nubes de hidrosulfuro de amonio.

### Vientos

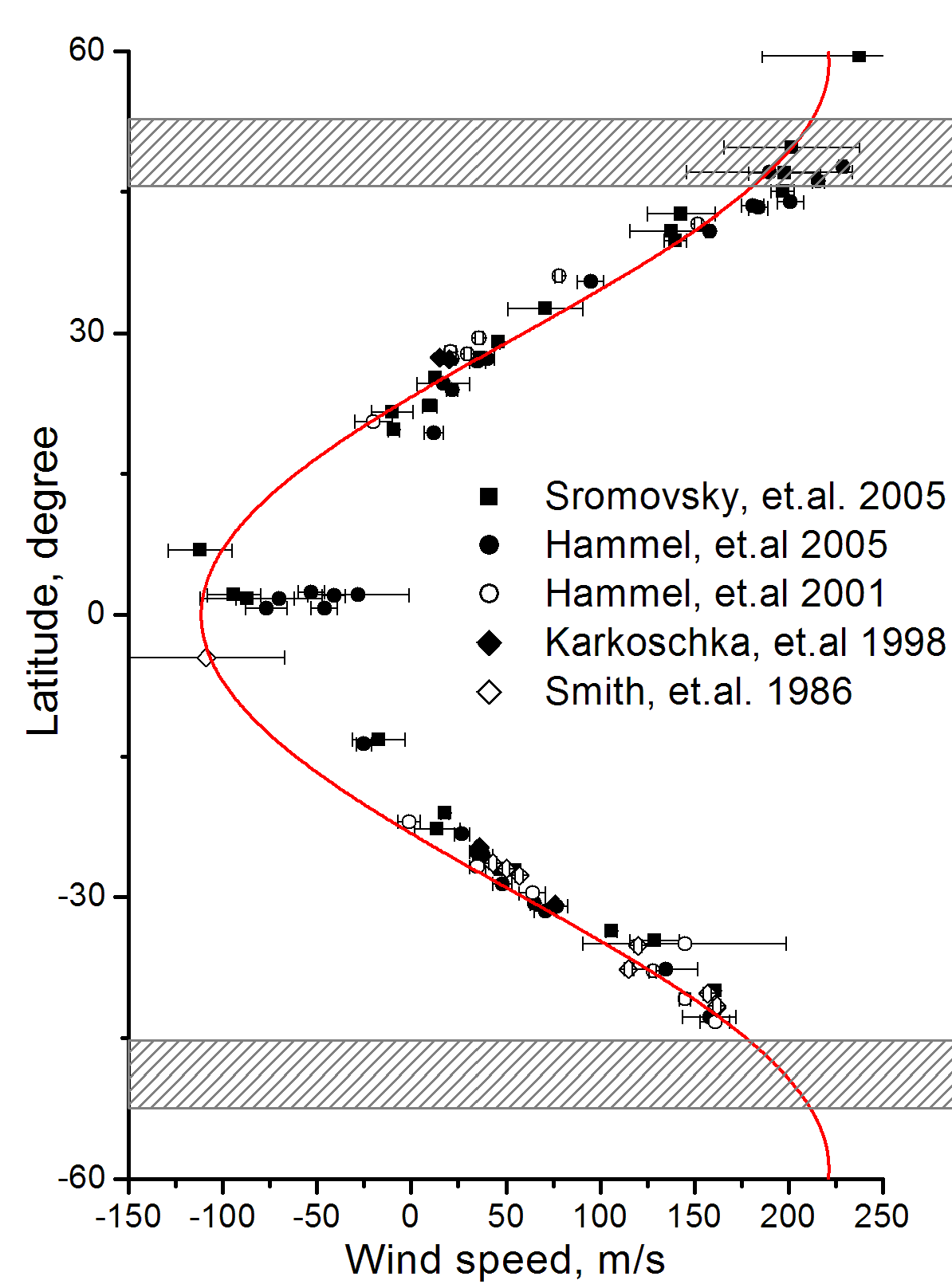
Velocidad del viento por zonas en Urano.

El seguimiento de varias nubes permitió determinar las zonas donde existen vientos bajo la tropósfera del, en el ecuador, los vientos se desplazan en dirección inversa a la rotación del planeta. Las velocidades del viento aumentan con la distancia desde el ecuador, alcanzando valores de cero cerca de ±20° de latitud, donde se encuentra la temperatura mínima de la troposfera. Cerca de los polos, los vientos cambian a una dirección progresiva, fluyendo con su rotación. La velocidad continúa aumentando hasta alcanzar ±60° de latitud antes de caer a cero en los polos. Por otra parte, en el hemisferio norte se observan velocidades máximas de hasta 240 m/s cerca de los +50° de latitud. Sin embargo, los vientos son ligeramente más lentos en la parte norte de Urano, especialmente en latitudes medias de ±20 a ±40°.

## Variaciones estacionarias

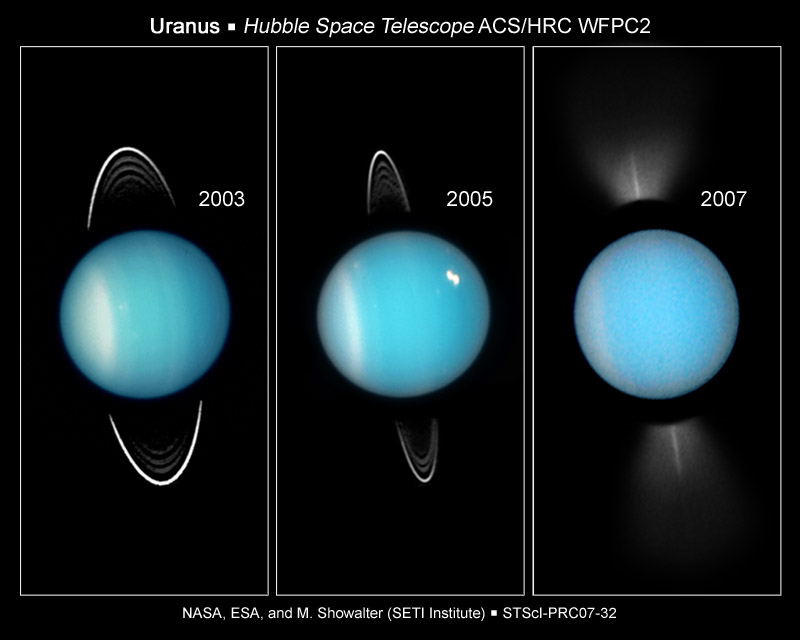
Cambios en la atmósfera de Urano.

La fotometría a lo largo de medio año uraniano (desde la década de 1950) mostró una variación regular del brillo en dos bandas espectrales, con máximos en los solsticios y mínimos en los equinoccios. Una variación periódica similar, con máximos en los solsticios, se observó en mediciones de microondas de la troposfera profunda iniciada en la década de 1960. Las mediciones de temperatura estratosférica a partir de la década de 1970 también mostraron valores máximos cerca del solsticio de 1986. La variabilidad se produce posiblemente a cambios en la geometría de visualización, por la forma esferoide del planeta, que hace que su área visible se vea más grande cuando se ve desde los polos.
Además, ambos polos muestran un brillo elevado en la parte de microondas del espectro, mientras que la estratosfera polar es más fría que la ecuatorial. Entonces, los polos, que son brillantes tanto en las bandas espectrales visibles como en las de microondas, entran en la vista de los solsticios creando un planeta más brillante, mientras que el ecuador oscuro es visible cerca de los equinoccios, resultando un planeta más oscuro. El análisis detallado de los datos visibles y de microondas reveló que los cambios periódicos de brillo no son completamente simétricos alrededor de los solsticios.

## Modelos de circulación

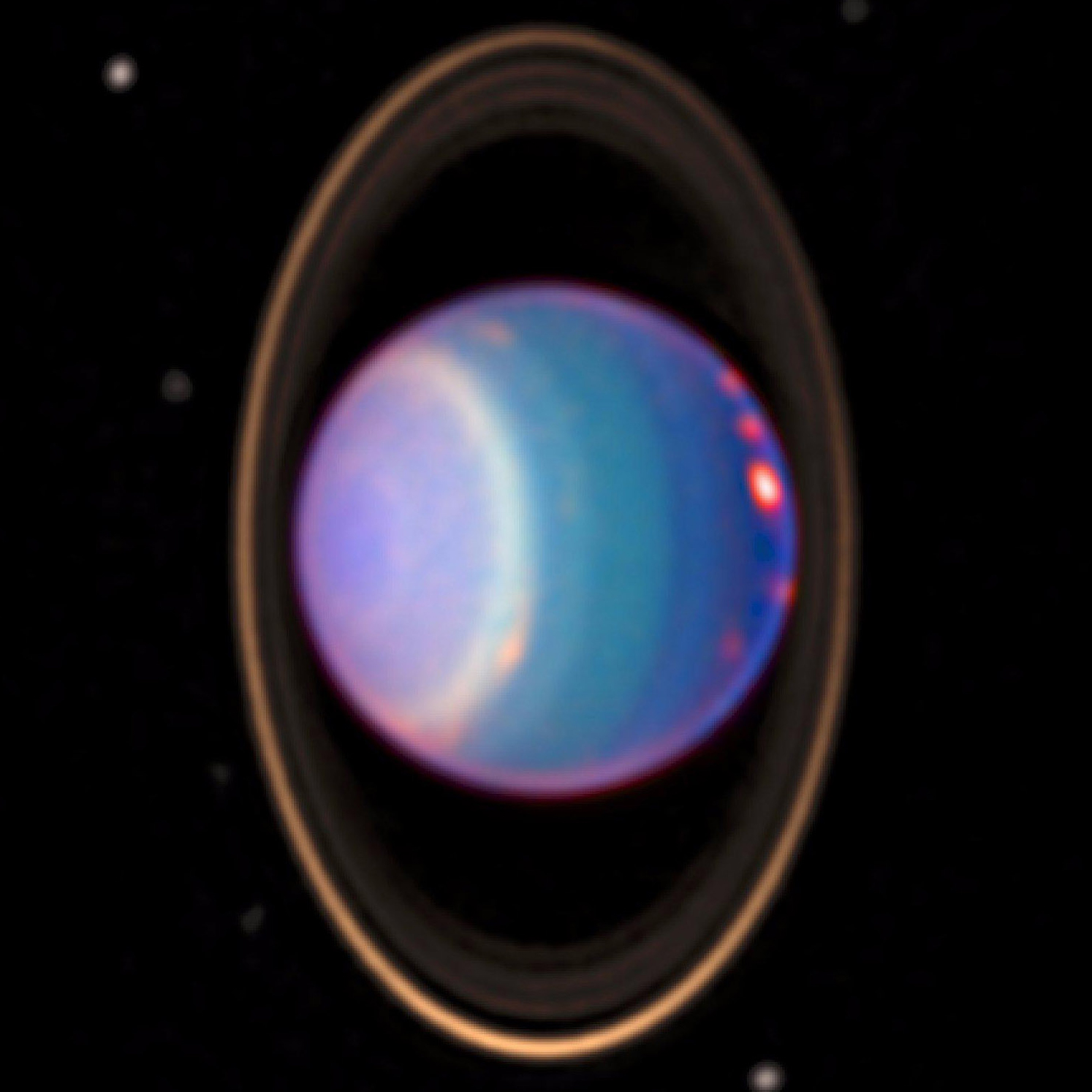
Imagen de Urano mostrando nubes en el hemisferio norte, tomada por el Telescopio Hubble en 1998.

Algunas de las explicaciones para el clima tranquilo del planeta son el calor interno o también llamado flujo interno bajo, valor que se encuentra por debajo del resto de los planetas gigantes. Todavía no se comprende su flujo de calor, se sabe que Neptuno irradia 2.61 veces más energía. Urano, por el contrario, apenas irradia ningún exceso de calor. La potencia total irradiada por Urano en el infrarrojo lejano es 1.06±0.08 veces la energía solar absorbida en su atmósfera.
El flujo de calor de Urano es de solo 0.042±0.047 W/m², que es más bajo que el flujo de calor interno de la Tierra de aproximadamente 0.075 W/m². La temperatura más baja registrada en Urano es de 49 K (−224 °C), lo convierte en el planeta más frío del Sistema Solar. Otra hipótesis afirma que cuando Urano fue golpeado y causó su extrema inclinación axial, el impacto también provocó que perdiera gran parte de su calor primordial, dejándolo con una temperatura central agotada. Otra hipótesis es que existe alguna forma de barrera en las capas superiores de Urano que impide que el calor del núcleo llegue a la superficie.